# Siły Zbrojne Federacji Rosyjskiej

Flaga SZ FR w latach 2000–2003

Flaga SZ FR z 2003 (prawa strona)

Flaga SZ FR z 2003 (lewa strona)

Okręgi Wojskowe

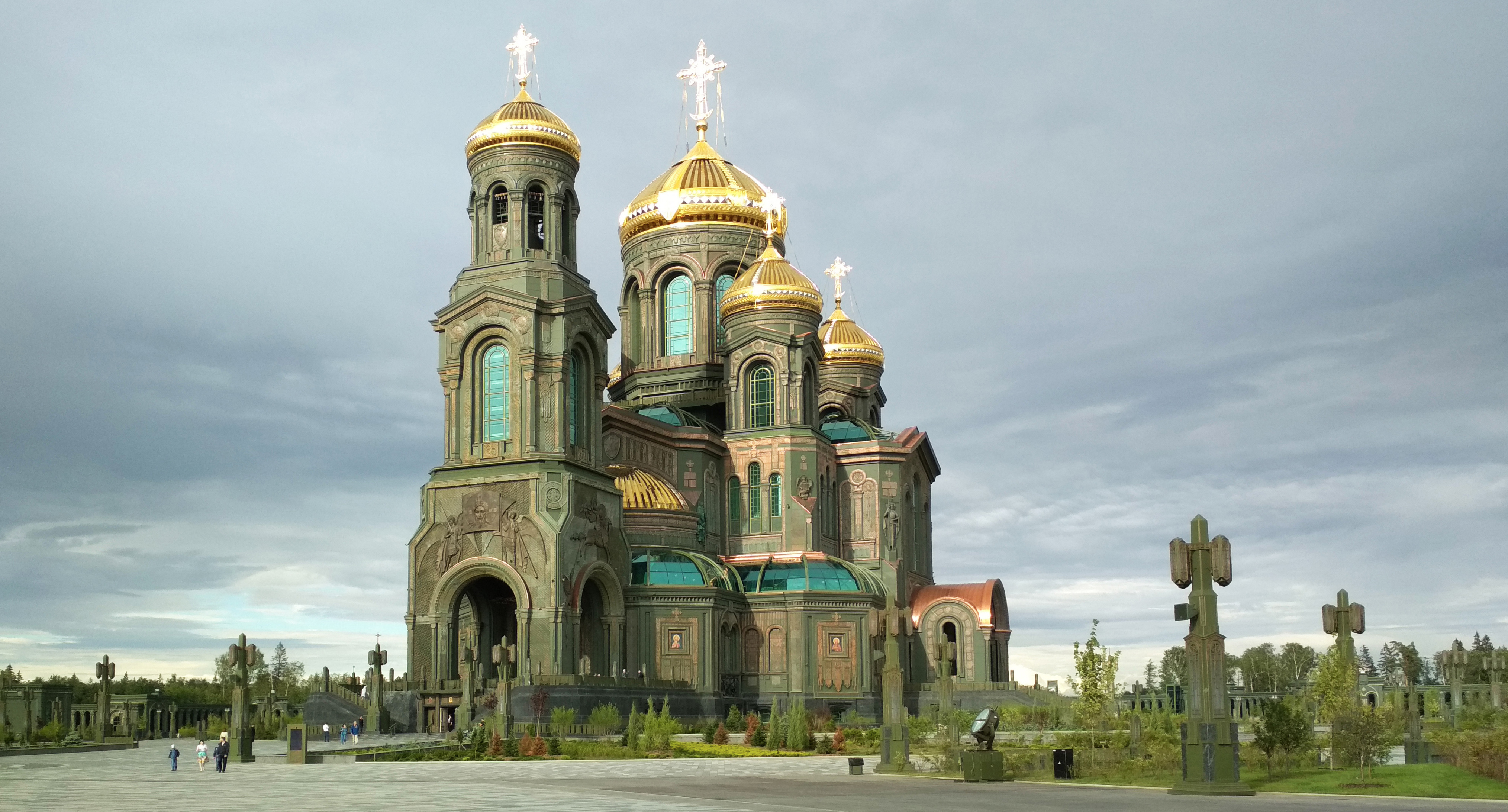
Główna Katedra Sił Zbrojnych Federacji Rosyjskiej

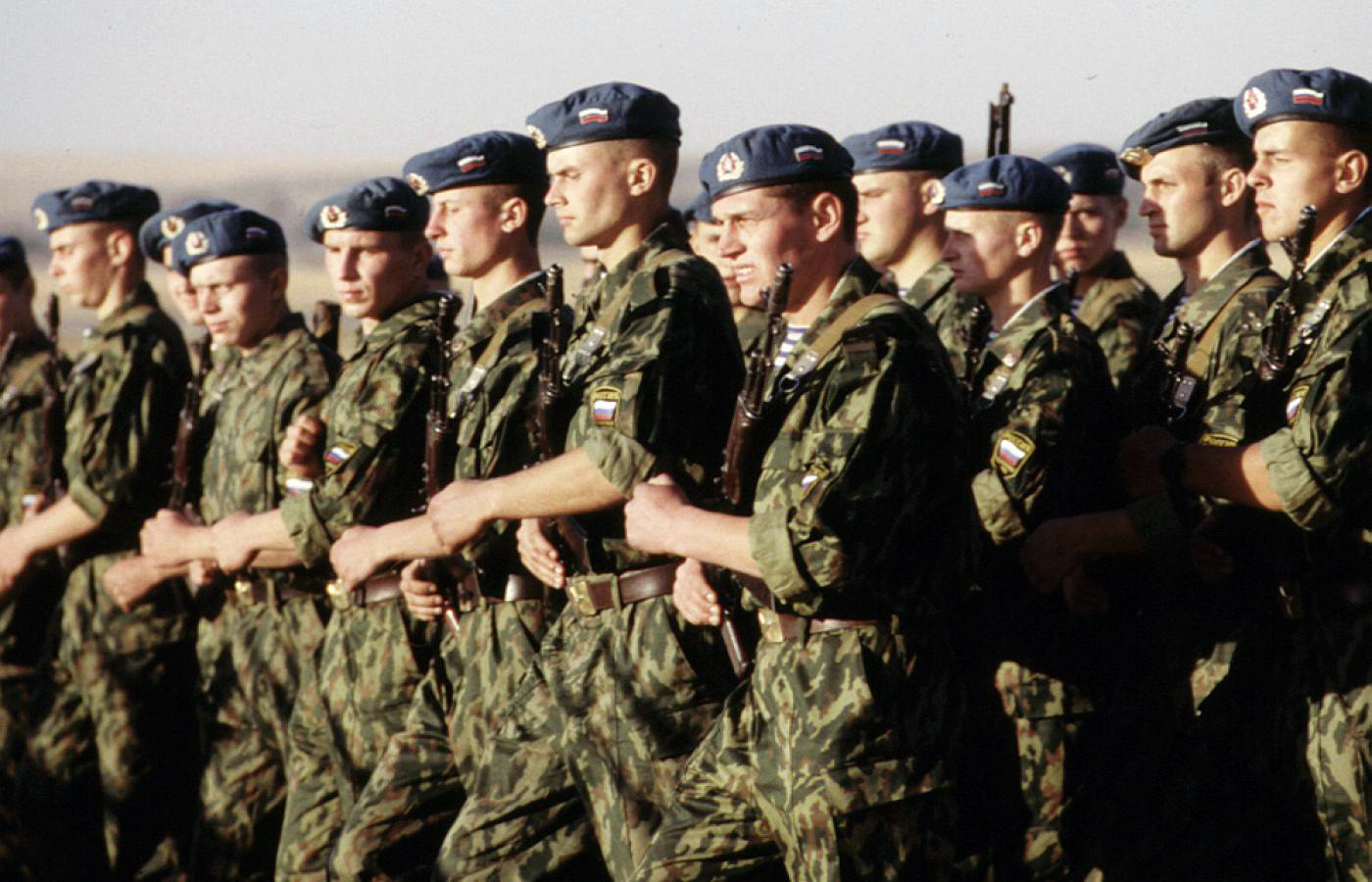
Rosyjscy spadochroniarze w Kazachstanie

Siły Zbrojne Federacji Rosyjskiej (ros. Вооружённые силы Российской Федерации) – siły i środki wydzielone przez Federację Rosyjską do zabezpieczenia własnych interesów i prowadzenia walki zbrojnej zarówno na jej terytorium oraz poza nim.

## Charakterystyka
Zostały utworzone po rozpadzie Związku Radzieckiego. W dniu 7 maja 1992 na mocy ustawy Prezydenta Federacji Borysa Jelcyna utworzone zostało rosyjskie Ministerstwo Obrony dla wszystkich oddziałów armii wchodzących w skład RFSRR. Federacja Rosyjska należy do mocarstw nuklearnych. Według rankingu Global Firepower (2021) rosyjskie siły zbrojne stanowią drugą (po USA) siłę militarną na świecie, z rocznym budżetem na cele obronne w wysokości 42,1 mld dolarów (2021).
Głównodowodzącym Sił Zbrojnych Federacji Rosyjskiej jest prezydent Rosji (obecnie Władimir Putin), któremu podporządkowany jest Minister Obrony (od 12 maja 2024 - Andriej Biełousow).
Centralnym organem administracji wojskowej i głównym organem zarzadzania operacyjnego jest Sztab Generalny, a elementami systemu dowodzenia i kierowania są specjalistyczne dowództwa: trójkomponentowe Dowództwo Strategicznych Sił Jądrowych, Dowództwo Sił Konwencjonalnych z okręgowymi dowództwami operacyjno-strategicznymi, Dowództwo „Północ” – Grupa Wojsk Arktycznych, Dowództwo Wojsk Powietrzno-Kosmicznych, Dowództwo Sił Szybkiego Reagowania oraz Dowództwo Sił Operacji Specjalnych z komponentami Ministerstwa Sytuacji Nadzwyczajnych oraz Ministerstwa Spraw Wewnętrznych.
Wojska Federacji Rosyjskiej podzielone są na 5 okręgów wojskowych, tj. Zachodni Okręg Wojskowy, Południowy, Centralny, Wschodni i Flota Północna.
W skład Marynarki Wojennej Federacji Rosyjskiej wchodzi 5 Flot – Bałtycka (dowództwo w Bałtijsku), Północna (dowództwo w Siewieromorsku), Oceanu Spokojnego (dowództwo we Władywostoku) i Czarnomorska (dowództwo w Sewastopolu) – oraz Flotylla Kaspijska (dowództwo w Astrachaniu).

## Powstanie i rozwój Sił Zbrojnych Federacji Rosyjskiej
Federacja Rosyjska jako prawny następca ZSRR przejęła również kontrolę nad jego siłami zbrojnymi. Była to armia masowa, przygotowywana do konfliktu o zasięgu światowym, oparta na poborze i powszechnej mobilizacji. W warunkach katastrofy gospodarczej była to spuścizna kłopotliwa i kosztowna. W warunkach kryzysu gospodarczego Rosji próby jej reformy ograniczały się do redukcji liczebności wojsk i sprzętu. W tym czasie w skład Armii Radzieckiej wchodziło 100 dywizji zmechanizowanych i 32 dywizje pancerne. Tylko w 20 dywizjach pokojowe stany etatowe sięgały 70% etatu wojennego. Pozostałe dywizje ukompletowane były w 50% lub 10-20%. Przedstawiały one niewielką wartość bojową, a na wypadek wojny wymagały uzupełnienia.

### Lata 1992–2007
W latach 1992–2007 wysiłki kolejnych ministrów obrony Federacji Rosyjskiej skupiały się głównie na ograniczaniu etatów wojskowych, wycofywaniu przestarzałego sprzętu oraz próbach dokonywania reform organizacyjnych. Próbowano tworzyć małe, ale dobrze wyszkolone i nowocześnie uzbrojone siły szybkiego reagowania. Plany te były zazwyczaj zarzucane z przyczyn finansowych.

W 1992 stanowisko ministra obrony objął Paweł Graczow. W ramach modernizacji sił zbrojnych planował on na bazie kilku brygad zmechanizowanych utworzyć tzw. siły mobilne, które utrzymywałyby stałą gotowość bojową na wysokim poziomie. Jednak ze względu na brak stabilnych źródeł finansowania projekt ten upadł, a wojna czeczeńska obnażyła słabość sił zbrojnych. Poziom ukompletowania oddziałów biorących udział w tym starciu był tak niski, że minister obrony zdecydował się zwrócić z prośbą do ówczesnego prezydenta Borysa Jelcyna o przeprowadzenie częściowej mobilizacji.
Od 1997 reformę wojsk rosyjskich prowadził kolejny minister obrony – Igor Siergiejew. Udało mu się stworzyć pierwsze w pełni skompletowane oddziały oraz związki taktyczne. Utworzył też na zapleczu bazy wojskowe, gdzie przechowywano sprzęt i uzbrojenie. Jego reformy wystarczyły, aby druga wojna czeczeńska zakończyła się sukcesem Rosji.
Od 1998 Rosja była podzielona na sześć obwodów wojskowych i Specjalny Obwód Obronny Kaliningradzki. Były to obwody: Leningradzki, Moskiewski, Północno Kaukaski, Nadwołżańsko-Uralski, Syberyjski, Dalekowschodni.
Minister Siergiejew został zdymisjonowany po katastrofie atomowego okrętu Kursk, a jego następcą w 2001 został Siergiej Iwanow. Powrócił on do koncepcji organizowania sił mobilnych, w których służyć mieli żołnierze kontraktowi. Żołnierze z poboru mieli być kierowani do służby bazach składowania sprzętu lub do innych oddziałów. W okresie jego urzędowania utworzono trzy dowództwach regionalne: Zachód, Południe i Wschód. Program naboru żołnierzy kontraktowych okazał się jednak niewydolny, wobec czego założenia ministra Iwanowa upadły.

### Lata 2007–2012
27 lutego 2007 stanowisko ministra obrony objął Anatolij Sierdiukow. Był to pierwszy i do tej pory jedyny (2022) minister ON, który nie był zawodowym żołnierzem. Jedną z pierwszych jego decyzji było stworzenie próbnych dowództw regionalnych w dalekowschodnim oraz syberyjskim okręgu wojskowym.
Po konflikcie gruzińskim zdecydowano się na bardziej radykalne zmiany w armii. Rozpoczęta jesienią 2008 roku reforma rosyjskich sił zbrojnych miała na celu kompleksową przebudowę postsowieckiego modelu armii. Radykalna reforma struktur dowódczych i organizacyjnych, przejście wszystkich jednostek w stan stałej gotowości bojowej oraz plan podniesienia udziału nowoczesnego uzbrojenia do 70% miały zwiększyć możliwości bojowe, mobilność oraz elastyczność sił zbrojnych.

Nowy plan zakładał:
- likwidację „szkieletowych” związków taktycznych i przekształcenie wszystkich jednostek w siły stałej gotowości,
- zmniejszenie liczebności sił zbrojnych do poziomu 1 miliona w 2012 roku,
- ograniczenie korpusu oficerskiego, zmianę liczebnej proporcji między żołnierzami z poboru a żołnierzami kontraktowymi,
- zmniejszenie liczby jednostek, garnizonów, baz, „miasteczek wojskowych”, wojskowych użytków rolnych, nieruchomości, składów materiałowych,
- przeorganizowanie okręgów wojskowych, które jednocześnie pełnić będą rolę Połączonych Dowództw Strategicznych,
- przejście wojsk lądowych na trzystopniową strukturę organizacyjną: dowództwo operacyjne - brygada - batalion, a sił powietrznych: dowództwo operacyjne - baza lotnicza - eskadra,
- podporządkowanie sił marynarki wojennej trzem Połączonym Dowództwom Strategicznym (Zachodniemu, Południowemu i Wschodniemu),
- zwiększenie ilości ćwiczeń wojskowych,
- centralizację systemu szkolenia oficerów,
- ograniczenie i reorganizację składu centralnego aparatu kierowniczego sił zbrojnych, w tym zmniejszenie kompetencji dowództw poszczególnych rodzajów sił zbrojnych,
- komercjalizację organizacji tyłowego zabezpieczenia i obsługi wojsk,
- znaczące podwyższenie wynagrodzenia dla oficerów i żołdu dla żołnierzy,
- zapewnienie kadrze mieszkań,
- przezbrojenie do 2020 roku wszystkich rodzajów sił zbrojnych i wojsk.

Za Sierdiukowa obowiązkową służbę wojskową skrócono do roku. Wstępne plany przewidywały zwiększenie liczby żołnierzy kontraktowych do 425 tysięcy w 2017 i 499 tysięcy do 2020. Priorytetem było uzawodowienie wojsk powietrznodesantowych, piechoty morskiej i sił specjalnych. Na koniec 2013 komponenty te były ukompletowane w 82%. Aby przyciągnąć ochotników do służby wojskowej, od początku 2012 znacznie podniesiono płacę żołnierzom zawodowym i kontraktowym. Żołnierz kontraktowy otrzymuje w przeliczeniu ok. 1000 dolarów, a pensje oficerów kształtują się w granicach 2 do 3 tys. dolarów. Od początku dążono do redukcji ogólnej liczebności personelu, szczególnie kosztem korpusu oficerskiego. Jego liczbę miano zredukować z 350 tysięcy w 2008 do 150 tysięcy w 2012. W 2011 ogłoszono jednak modyfikację planów. Nowy górny limit kadry oficerskiej miał wynieść 220 tysięcy etatów, a nie 150 tysięcy.
20 września 2010 prezydent Federacji Rosyjskiej podpisał Dekret nr 1144 O podziale wojskowo-administracyjnym terytorium FR. Na bazie dotychczasowych dowództw 6 okręgów wojskowych sformowano cztery dowództwa szczebla operacyjno-strategicznego, które w czasie pokoju określano jako dowództwa okręgów wojskowych, utrzymujących zdolność do dowodzenia operacją połączoną w ramach obrony lub powstrzymywania strategicznego. Główną ideą reformy nie były jednak zmiany podziału terytorialnego, a podporządkowanie jednemu dowództwu wszystkich rodzajów sił konwencjonalnych w danym okręgu: armii, floty, lotnictwa, wojsk powietrznodesantowych i specnazu.
| Okręg wojskowy                    | mp dowództwa     | Weszły dawne okręgi                         |
| --------------------------------- | ---------------- | ------------------------------------------- |
| Zachodni Okręg Wojskowy           | Petersburg       | Kaliningradzki, Leningradzki i Moskiewski   |
| Południowy Okręg Wojskowy         | Rostów nad Donem | Północno-Kaukaski                           |
| Centralny Okręg Wojskowy          | Jekaterynburg    | Nadwołżańsko-Uralski, część Syberyjskiego   |
| Wschodni Okręg Wojskowy           | Chabarowsk       | Dalekowschodni, część Syberyjskiego         |
| Flota Północna (Wojska Arktyczne) | Siewieromorsk    | część dawnego Zachodniego Okręgu Wojskowego |

Powodzenie programu modernizacji Sił Zbrojnych Federacji Rosyjskiej od początku budziło wątpliwości, między innymi z powodu wszechobecnej korupcji. W lipcu 2012 roku z powodu skandalu korupcyjnego zdymisjonowany został minister obrony Anatolij Sierdiukow, jego zastępca Aleksander Suchorukow oraz szef Sztabu Generalnego Mikołaj Marków.

## Lata 2012 –
Po aferze korupcyjnej nowym ministrem obrony narodowej został Siergiej Szojgu, a szefem Sztabu Generalnego gen. Walerij Gierasimow. Nowy minister w zasadzie kontynuował reformy swojego poprzednika dokonując w planach jedynie niewielkich korekt. Odtworzono między innymi cieszące się wielką sławą dywizje tamańską i kantemirowską, które wcześniej przeformowano na brygady. Zoptymalizowano strukturę dowodzenia. Wprowadzono pośredni szczebel dowodzenia operacyjnego - armię. Przekazane PDS uprawnienia gwarantowały w ramach jednego teatru działań wojennych wykonanie manewru i przegrupowanie głęboko urzutowanych zgrupowań wojsk. Na początku grudnia 2014 pod Moskwą uruchomiono Narodowe Centrum Zarządzania Obroną, które przejęło odpowiedzialność za nadzór całości rosyjskich struktur siłowych. W praktyce nowe centrum dowodzenia nadzoruje jedynie wojsko. Odciążyło w ten sposób Sztab Generalny, który stał się organem planistycznym.

## Finansowanie sił zbrojnych
W latach 1991–1998 dynamika wzrostu PKB Rosji była ujemna, a sytuacja gospodarcza skutecznie uniemożliwiała reformowanie i modernizację sił zbrojnych. Dopiero od 1999, dzięki dochodom z eksportu ropy naftowej, budżet Ministerstwa Obrony systematycznie zwiększano. Dawało to podstawy do planowania częściowej profesjonalizacji armii. Od roku 2000 zauważalne było systematyczne wzmacnianie centralnych organów władzy państwowej, a poprzez poprawę ściągalności podatków osiągnięto zwiększenie dochodów budżetu. Niemałe znaczenie miała też koniunktura na rynku surowców energetycznych. Wszystko to pozwalało zwiększyć nakłady na rosyjską armię. Począwszy od 2005 odnotowuje się istotne zwiększenie wydatków budżetowych na rozwój Sił Zbrojnych Federacji Rosyjskiej. Stan ten jest ściśle związany z próbą odzyskania dawnej pozycji na arenie międzynarodowej, w szczególności w odniesieniu do Stanów Zjednoczonych.

W wyniku analizy działań wojsk rosyjskich w Gruzji w 2008, zdecydowano się na odejście od radzieckiego modelu armii, opartej na masowej mobilizacji, na rzecz mniejszych i bardziej profesjonalnych sił zbrojnych, cechujących się wyższą gotowością bojową. W grudniu 2010 uruchomiony został Państwowy Program Uzbrojenia na lata 2011–2020. Na zakup nowego uzbrojenia i prace badawczo-rozwojowe planowano przeznaczyć około 19 bln rubli. Wskaźnik nowoczesności uzbrojenia w rosyjskiej armii miał wzrosnąć z około 10% w 2008 do około 70% w 2020. Zamierzano pozyskać między innymi 600 samolotów i 1100 śmigłowców dla sił powietrznych, ok. 100 okrętów dla marynarki wojennej, w tym około 25 korwet, 15 fregat i 24 okręty podwodne oraz 2300 czołgów, 2000 środków artyleryjskich i 120 wyrzutni pocisków Iskander-M dla Wojsk Lądowych.
W 2014 wydatki obronne wzrosły o dalsze o 8,1%, a w 2015 o kolejne 15%. Poważniejszym zagrożeniem dla programu modernizacji mogą być jednak negatywne skutki natury zarówno politycznej, jak i gospodarczej. Konflikt na Ukrainie w 2016 spowodował wstrzymanie dostaw specjalistycznych komponentów i usług w zakresie uzbrojenia wykorzystywanego przez wojska rosyjskie. Jednym z głównych dostawców zespołów napędowych dla Rosji były zaporoskie zakłady Motor Sicz, które odpowiadały za produkcję silników rodziny TW3-117. Jednostki te są wykorzystywane między innymi w śmigłowcach bojowych Mi-28N, Ka-50 oraz Ka-52. Realizację programu modernizacji rosyjskiej armii utrudnia także fakt nałożenia sankcji przez Unię Europejską i Stany Zjednoczone. Problematyczna stała się kwestia zastąpienia zaawansowanych technologii wojskowych, w tym tzw. technologii podwójnego przeznaczenia, wcześniej pozyskiwanych z Europy Zachodniej, rodzimą produkcją. W najbliższych latach Rosja będzie chciała doprowadzić do tego, by uzbrojenie o znaczeniu strategicznym było produkowane wyłącznie przez rosyjski przemysł zbrojeniowy, bez udziału zagranicznych komponentów i kooperantów.

## Organizacja
| Siły Zbrojne Federacji Rosyjskiej (2013)    | Siły Zbrojne Federacji Rosyjskiej (2013) |
| ------------------------------------------- | ---------------------------------------- |
|                                             | w tys.                                   |
| Ogólna liczba żołnierzy                     | 845                                      |
| – wojska lądowe                             | 250                                      |
| – wojska powietrznodesantowe                | 35                                       |
| – siły powietrzne                           | 150                                      |
| – marynarka wojenna                         | 130                                      |
| – wojska strategiczne                       | 80                                       |
| – wojska wsparcia                           | 200                                      |
| wydatki na zbrojenia 71 miliardy USD (2013) |                                          |

### Rodzaje sił zbrojnych i samodzielne rodzaje wojsk
Siły Zbrojne Federacji Rosyjskiej składają się z trzech rodzajów sił zbrojnych i dwóch samodzielnych rodzajów wojsk. Rodzajami sił zbrojnych są: wojska lądowe, siły powietrzno-kosmiczne i marynarka wojenna. Zgodnie z rosyjską terminologią do samodzielnych rodzajów wojsk zaliczane są wojska rakietowe przeznaczenia strategicznego  oraz wojska powietrznodesantowe.
| Logo | Rodzaj sił zbrojnych                           | Dowództwo |
| ---- | ---------------------------------------------- | --------- |
|      | Wojska Lądowe Federacji Rosyjskiej             | Moskwa    |
|      | Marynarka Wojenna Federacji Rosyjskiej         | Moskwa    |
|      | Siły Powietrzno-Kosmiczne Federacji Rosyjskiej | Kubinka   |

| Logo | Samodzielny rodzaj wojsk                        | Dowództwo                   |
| ---- | ----------------------------------------------- | --------------------------- |
|      | Wojska Powietrznodesantowe Federacji Rosyjskiej | Moskwa                      |
|      | Wojska Rakietowe Przeznaczenia Strategicznego   | Włodzimierz, Omsk, Rostocze |

## Uzbrojenie armii
| Rakietowe pociski balistyczne                        | Rakietowe pociski balistyczne            |
| Nazwa                                                | stan (szt.)                              |
| strategiczne pociski balistyczne (ICBM):             | strategiczne pociski balistyczne (ICBM): |
| ---------------------------------------------------- | ---------------------------------------- |
| R36M (SS-18), zasięg 16 000 km                       | 60 wyrzutni, 585 głowic bojowych         |
| UR-100 (SS-19), zasięg 10 000 km                     | 77 wyrzutni, 434 głowic bojowych         |
| Topol (SS-25), zasięg 10 000 km                      | 171 wyrzutni, 181 głowic bojowych        |
| Topol M (SS-27), zasięg 11 000 km                    | 77 wyrzutni, 77 głowic bojowych          |
| pociski balistyczne krótkiego zasięgu (SRBM):        |                                          |
| 9K79 Toczka (BSRBM), zasięg 70–120 km                | ok. 140-160 wyrzutni                     |
| 9K72 Elbrus (Scud, z rakietą R-17, o zasięgu 300 km) | 180 wyrzutni                             |
| 9M72 Iskander/Iskander-E, o zasięgu 280–480 km,      | ok. 30-60 wyrzutni                       |

| Broń pancerna (30.12.2017) | Broń pancerna (30.12.2017)                    |
| Nazwa                      | stan (szt.)                                   |
| -------------------------- | --------------------------------------------- |
| T-14 Armata                | 20                                            |
| T-90                       | ok. 1000 (część w rezerwie)                   |
| T-80BW,U,UD,UK,UM          | 1024 w służbie czynnej + 6000 w rezerwie      |
| T-72B,B(M)                 | 1990 w służbie czynnej + ok. 7000 w rezerwie  |
| T-64BW                     | 4000 + w rezerwie                             |
| T-62M1                     | 100 (3500 w rezerwie)                         |
| BTR-90                     | 280                                           |
| BTR-80A                    | ok. 7300                                      |
| BTR-70M1986/1              | 195                                           |
| BTR-60PB                   | 17 w służbie czynnej + ok. 3660 w rezerwie    |
| MT-LB                      | ok. 1500 w służbie czynnej + 5000 w rezerwie  |
| BTR-D                      | 514                                           |
| BMP-2E                     | 3000 w służbie czynnej + ok. 1500 w rezerwie  |
| BMP-3                      | 2693                                          |
| BMP-1P                     | 500 w służbie czynnej + 7000 w rezerwie       |
| BMP K-17 (Boomerang)       | trafią do armii po testach w latach 2021/2022 |
| BMD-3                      | 123                                           |
| BMD-2                      | 849 w służbie czynnej + ok. 1500              |
| BMD-1P                     | 105 w służbie czynnej + ok. 2400              |
| BRDM-2, MT-LBu             | 2080                                          |
| czołgi                     | ok. 4040 (ok. 20500 w rezerwie)               |
| transportery, bwp, etc.    | ok. 19150 (ok. 21060 w rezerwie)              |

| Samoloty bojowe                 | Samoloty bojowe      |
| Nazwa                           | stan (szt.)          |
| myśliwce, szturmowce            | myśliwce, szturmowce |
| ------------------------------- | -------------------- |
| Su-27S/SM/SM2                   | 421                  |
| MiG-29/SMT                      | 281                  |
| MiG-31/B/BM                     | 190                  |
| Su-35S                          | 58                   |
| Su-24M/M2                       | 260                  |
| Su-25/SM                        | 200                  |
| Su-30M/SM                       | 42                   |
| Su-34                           | 110                  |
| Su-33 (Su-27K)                  | 138                  |
| Su-24MR/MP                      | 100                  |
| MiG-25                          | 30                   |
| bombowce, bombowce strategiczne |                      |
| Tu-22M3                         | 94                   |
| Tu-95, Tu-142                   | 88                   |
| Tu-160                          | 16                   |
| samoloty transportowe           |                      |
| Ił-76MD                         | 119                  |
| An-72                           | 20                   |
| An-124                          | 25                   |